# Mohammed Al-Aziz
Mohammed Al-Malik Al-Aziz (arabe : الملك العزيز محمد, al-Malik al-'Azīz Muhammad), né en avril 1214 et mort en novembre 1236, est un émir d'Alep de 1216 à sa mort. Petit-fils de Saladin, il appartient à la dynastie des Ayyoubides. 

## Biographie

### Minorité
Il est le fils de l'émir az-Zahir Ghazi, et de son épouse Daifah Khatun, fille du frère de Saladin Sayf ad-Dîn. À l'âge de deux ans, Al-Aziz succède à la tête d'Alep à son père décédé en novembre 1216. Un conseil de régence lui donne comme tuteur l'eunuque Shihab al-Din Toghril, un ancien esclave d'az-Zahir d'origine arménienne, administrateur compétent. Nommé atabeg, Toghril gouverne Alep jusqu'en 1231. Début juillet 1218, une tentative du sultan seldjoukide de Roum Kay Kâwus Ier est arrêtée à Buza'ah par al-Ashraf, fils d'al-Adel, qui gouverne la Jézireh. Al-Ashraf est dès lors reconnu comme suzerain d'Alep, dont il laisse le gouvernement à Toghril.

### Règne personnel
À l'âge de dix-sept ans, en 1231, al-Aziz assume personnellement le pouvoir. La même année, il épouse Fatima Hatun, une fille du sultan d'Égypte al-Kamil. Il n'interfère pas dans les luttes intestines entre les barons chrétiens du Levant et ses cousins de Damas et du Caire. Il consacre l'essentiel de son court règne à la poursuite des constructions de mosquées et de madrassas entamées par son père. En 1232, il est le seul émir ayyoubide à ne pas participer à une expédition commune qui conquiert la principauté artuqide de Diyarbakir. En 1234, al-Kamil obtient l'engagement de troupes alépines — mais pas d'al-Aziz en personne — à une tentative d'invasion du sultanat de Roum, qui échoue.

### Mort et succession
Al-Aziz meurt en 1236. Son fils al-Nasir, né d'une concubine en 1230, lui succède sous la régence de sa grand-mère Daifah Khatun, mère du défunt.